# Halozetes impeditus
Halozetes impeditus är en kvalsterart som beskrevs av Wojciech Niedbała 1986. Halozetes impeditus ingår i släktet Halozetes och familjen Ameronothridae. Inga underarter finns listade i Catalogue of Life.